# Audio Stream Input Output
ASIO står för Audio Stream Input Output och är en standard utvecklad av Steinberg som sänker fördröjningen (latency) mellan programvara och ljudkort avsevärt. ASIO stödjer även flerkanalssystem och används främst i professionella ljudkort. Senaste versionen är ASIO 2.1.